# Нагороди Steam
«Нагороди Steam» (англ. Steam Awards) — щорічна премія у сфері відеоігор, лауреати котрої обираються голосуванням користувачів сервісу цифрової дистрибуції Steam корпорації Valve. Започаткована 2016 року.

## Формат
Номінанти «Нагород Steam» обираються двоетапно. Спершу Valve оголошує кілька неординарних категорій премії та дозволяє зареєстрованим користувачам Steam, чиї облікові записи не були обмежені, обрати для цих категорій по одній грі серед представлених на платформі. Після цього Valve вивчає номінації та обирає п'ятьох номінантів у кожній категорії, а користувачам Steam в остаточному голосуванні надається можливість обрати лауреатів в категоріях. З завершенням голосування Valve оголошує переможців.

## Список категорій

### Актуальні
| Назва                       | Переклад                              | Роки вручення |
| --------------------------- | ------------------------------------- | ------------- |
| Game of the Year            | Гра року                              | з 2018        |
| VR Game of the Year         | Гра року з ВР                         | з 2018        |
| Labor of Love               | Сродна праця                          | з 2017        |
| Better with Friends         | Ліпше з друзями                       | 2016, з 2018  |
| Outstanding Visual Style    | Неймовірний візуальний стиль          | з 2019        |
| Outstanding Story-Rich Game | Розкішний сюжет                       | з 2019        |
| Most Innovative Gameplay    | Найбільш інноваційний ігролад         | з 2019        |
| Best Game You Suck At       | Найліпша гра, в якій ви пасете задніх | з 2019        |
| Sit Back and Relax          | Умощуйтеся зручніше                   | 2016, з 2020  |
| Best Soundtrack             | Найкращий саундтрек                   | 2017, з 2020  |
| Best Game on the Go         | Найліпша гра для подорожей            | з 2022        |

### Застарілі
| Назва                                               | Переклад                                                 | Роки вручення |
| --------------------------------------------------- | -------------------------------------------------------- | ------------- |
| Villain Most in Need of a Hug                       | Негідник, який потребує обіймів                          | 2016          |
| I Thought This Game was Cool Before it Won an Award | Мені ця гра здавалася крутою ще до здобуття нею нагороди | 2016          |
| Test of Time                                        | Перевірено часом                                         | 2016          |
| Just 5 More Minutes                                 | Ще 5 хвилинок                                            | 2016          |
| Whoooaaaaaaa, Dude!                                 | Ого-о-о-о, чуваче!                                       | 2016—2017     |
| Game Within a Game                                  | Гра у грі                                                | 2016          |
| I’m Not Crying, There’s Something in My Eye         | Я не плачу, просто в око щось потрапило                  | 2016          |
| Best Use of a Farm Animal                           | Найкраще використання свійської тварини                  | 2016          |
| Boom Boom                                           | Ба-бах                                                   | 2016          |
| Love/Hate Relationship                              | Любов і ненависть                                        | 2016          |
| Choices Matter                                      | Вибір має значення                                       | 2017          |
| Mom’s Spaghetti                                     | Матусина вермішель                                       | 2017          |
| Suspension of Disbelief                             | Призупинення невір’я                                     | 2017          |
| The World is Grim Enough Let’s Just All Get Along   | Світ і так надто похмурий, живімо дружньо                | 2017          |
| No Apologies                                        | Я не боюся сказати                                       | 2017          |
| Defies Description                                  | Не описати                                               | 2017          |
| Cry Havoc and Let Slip the Dogs of War              | Хай гине все! Спускаймо псів війни!                      | 2017          |
| Haunts My Dreams                                    | Чого являєшся мені у сні?                                | 2017          |
| Soul of Vitruvius                                   | Дух Вітрувія                                             | 2017          |
| Even Better Than I Expected                         | Вище за будь-які очікування                              | 2017          |
| Best Developer                                      | Найкращий розробник                                      | 2018          |
| Best Environment                                    | Найкраще середовище                                      | 2018          |
| Best Alternate History                              | Найкраща альтернативна історія                           | 2018          |
| Most Fun with a Machine                             | Веселощі з машинами                                      | 2018          |

## Лауреати та номінанти

### 2016
Кандидати висувалися з 23 по 29 листопада 2016 року. Голосування відбувалося з 22 по 30 грудня 2016 року, лауреатів оголошено 31 грудня 2016 року.
| Категорія                                                | Лауреати і номінанти                     |
| -------------------------------------------------------- | ---------------------------------------- |
| Негідник, який потребує обіймів                          | • «Portal 2»                             |
| Негідник, який потребує обіймів                          | • «Borderlands 2»                        |
| Негідник, який потребує обіймів                          | • «Dead by Daylight»                     |
| Негідник, який потребує обіймів                          | • «Far Cry 3»                            |
| Негідник, який потребує обіймів                          | • «Far Cry 4»                            |
| Мені ця гра здавалася крутою ще до здобуття нею нагороди | • «Euro Truck Simulator 2»               |
| Мені ця гра здавалася крутою ще до здобуття нею нагороди | • «Paladins»                             |
| Мені ця гра здавалася крутою ще до здобуття нею нагороди | • «Starbound»                            |
| Мені ця гра здавалася крутою ще до здобуття нею нагороди | • «Stardew Valley»                       |
| Мені ця гра здавалася крутою ще до здобуття нею нагороди | • «Unturned»                             |
| Перевірено часом                                         | • «The Elder Scrolls V: Skyrim»          |
| Перевірено часом                                         | • «Age of Empires II HD»                 |
| Перевірено часом                                         | • «Sid Meier’s Civilization V»           |
| Перевірено часом                                         | • «Team Fortress 2»                      |
| Перевірено часом                                         | • «Terraria»                             |
| Ще 5 хвилинок                                            | • «Counter-Strike: Global Offensive»     |
| Ще 5 хвилинок                                            | • «Fallout 4»                            |
| Ще 5 хвилинок                                            | • «Rocket League»                        |
| Ще 5 хвилинок                                            | • «Sid Meier’s Civilization VI»          |
| Ще 5 хвилинок                                            | • «Terraria»                             |
| Ого-о-о-о, чуваче!                                       | • «Grand Theft Auto V»                   |
| Ого-о-о-о, чуваче!                                       | • «BioShock Infinite»                    |
| Ого-о-о-о, чуваче!                                       | • «Doom»                                 |
| Ого-о-о-о, чуваче!                                       | • «Metal Gear Solid V: The Phantom Pain» |
| Ого-о-о-о, чуваче!                                       | • «Відьмак 3: Дикий гін»                 |
| Гра у грі                                                | • «Grand Theft Auto V»                   |
| Гра у грі                                                | • «Garry’s Mod»                          |
| Гра у грі                                                | • «Tabletop Simulator»                   |
| Гра у грі                                                | • «The Stanley Parable»                  |
| Гра у грі                                                | • «Відьмак 3: Дикий гін»                 |
| Я не плачу, просто в око щось потрапило                  | • «The Walking Dead»                     |
| Я не плачу, просто в око щось потрапило                  | • «Life Is Strange»                      |
| Я не плачу, просто в око щось потрапило                  | • «To the Moon»                          |
| Я не плачу, просто в око щось потрапило                  | • «This War of Mine»                     |
| Я не плачу, просто в око щось потрапило                  | • «Undertale»                            |
| Найкраще використання свійської тварини                  | • «Goat Simulator»                       |
| Найкраще використання свійської тварини                  | • «ARK: Survival Evolved»                |
| Найкраще використання свійської тварини                  | • «Blood and Bacon»                      |
| Найкраще використання свійської тварини                  | • «Farming Simulator 17»                 |
| Найкраще використання свійської тварини                  | • «Stardew Valley»                       |
| Ба-бах                                                   | • «Doom»                                 |
| Ба-бах                                                   | • «Broforce»                             |
| Ба-бах                                                   | • «Just Cause 3»                         |
| Ба-бах                                                   | • «Keep Talking and Nobody Explodes»     |
| Ба-бах                                                   | • «Kerbal Space Program»                 |
| Любов і ненависть                                        | • «Dark Souls III»                       |
| Любов і ненависть                                        | • «Darkest Dungeon»                      |
| Любов і ненависть                                        | • «Dota 2»                               |
| Любов і ненависть                                        | • «Geometry Dash»                        |
| Любов і ненависть                                        | • «Super Meat Boy»                       |
| Умощуйтеся зручніше                                      | • «Euro Truck Simulator 2»               |
| Умощуйтеся зручніше                                      | • «Abzû»                                 |
| Умощуйтеся зручніше                                      | • «Cities: Skylines»                     |
| Умощуйтеся зручніше                                      | • «Mini Metro»                           |
| Умощуйтеся зручніше                                      | • «Viridi»                               |
| Ліпше з друзями                                          | • «Left 4 Dead 2»                        |
| Ліпше з друзями                                          | • «Don’t Starve Together»                |
| Ліпше з друзями                                          | • «Gang Beasts»                          |
| Ліпше з друзями                                          | • «Golf With Your Friends»               |
| Ліпше з друзями                                          | • «Magicka»                              |

### 2017
Кандидати висувалися з 22 по 28 жовтня 2017 року. Голосування відбувалося з 20 грудня 2017 року по 2 січня 2018 року, лауреатів оголошено 3 січня.
| Категорія                                 | Лауреати і номінанти                    |
| ----------------------------------------- | --------------------------------------- |
| Вибір має значення                        | • «Відьмак 3: Дикий гін»                |
| Вибір має значення                        | • «Dishonored 2»                        |
| Вибір має значення                        | • «Divinity: Original Sin II»           |
| Вибір має значення                        | • «Life Is Strange: Before The Storm»   |
| Вибір має значення                        | • «The Walking Dead: A New Frontier»    |
| Матусина вермішель                        | • «PlayerUnknown’s Battlegrounds»       |
| Матусина вермішель                        | • «Alien: Isolation»                    |
| Матусина вермішель                        | • «Outlast 2»                           |
| Матусина вермішель                        | • «Resident Evil 7: Biohazard»          |
| Матусина вермішель                        | • «The Evil Within 2»                   |
| Сродна праця                              | • «Warframe»                            |
| Сродна праця                              | • «Crusader Kings 2»                    |
| Сродна праця                              | • «Path of Exile»                       |
| Сродна праця                              | • «Team Fortress 2»                     |
| Сродна праця                              | • «Titan Quest»                         |
| Призупинення невір’я                      | • «Rocket League»                       |
| Призупинення невір’я                      | • «Goat Simulator»                      |
| Призупинення невір’я                      | • «Saints Row IV»                       |
| Призупинення невір’я                      | • «South Park: The Fractured But Whole» |
| Призупинення невір’я                      | • «Wolfenstein II: The New Colossus»    |
| Світ і так надто похмурий, живімо дружньо | • «Stardew Valley»                      |
| Світ і так надто похмурий, живімо дружньо | • «Abzû»                                |
| Світ і так надто похмурий, живімо дружньо | • «Cities: Skylines»                    |
| Світ і так надто похмурий, живімо дружньо | • «Slime Rancher»                       |
| Світ і так надто похмурий, живімо дружньо | • «To the Moon»                         |
| Я не боюся сказати                        | • «Відьмак»                             |
| Я не боюся сказати                        | • «Gothic II»                           |
| Я не боюся сказати                        | • «HuniePop»                            |
| Я не боюся сказати                        | • «Mount & Blade: Warband»              |
| Я не боюся сказати                        | • «Rust»                                |
| Не описати                                | • «Garry’s Mod»                         |
| Не описати                                | • «Antichamber»                         |
| Не описати                                | • «Doki Doki Literature Club!»          |
| Не описати                                | • «Pony Island»                         |
| Не описати                                | • «The Stanley Parable»                 |
| Хай гине все! Спускаймо псів війни!       | • «Just Cause 3»                        |
| Хай гине все! Спускаймо псів війни!       | • «Broforce»                            |
| Хай гине все! Спускаймо псів війни!       | • «Middle-earth: Shadow of War»         |
| Хай гине все! Спускаймо псів війни!       | • «Red Faction: Guerrilla»              |
| Хай гине все! Спускаймо псів війни!       | • «Total War: Warhammer II»             |
| Чого являєшся мені у сні?                 | • «Counter-Strike: Global Offensive»    |
| Чого являєшся мені у сні?                 | • «Dark Souls III»                      |
| Чого являєшся мені у сні?                 | • «Dota 2»                              |
| Чого являєшся мені у сні?                 | • «Factorio»                            |
| Чого являєшся мені у сні?                 | • «Sid Meier’s Civilization VI»         |
| Дух Вітрувія                              | • «Rise of the Tomb Raider»             |
| Дух Вітрувія                              | • «Bayonetta»                           |
| Дух Вітрувія                              | • «Hellblade: Senua’s Sacrifice»        |
| Дух Вітрувія                              | • «I Am Bread»                          |
| Дух Вітрувія                              | • «NieR: Automata»                      |
| Ого-о-о-о, чуваче! 2.0                    | • «The Evil Within 2»                   |
| Ого-о-о-о, чуваче! 2.0                    | • «Antichamber»                         |
| Ого-о-о-о, чуваче! 2.0                    | • «CPU Invaders»                        |
| Ого-о-о-о, чуваче! 2.0                    | • «Hotline Miami»                       |
| Ого-о-о-о, чуваче! 2.0                    | • «Luna»                                |
| Найкращий саундтрек                       | • «Cuphead»                             |
| Найкращий саундтрек                       | • «Crypt of the NecroDancer»            |
| Найкращий саундтрек                       | • «NieR: Automata»                      |
| Найкращий саундтрек                       | • «Transistor»                          |
| Найкращий саундтрек                       | • «Undertale»                           |
| Вище за будь-які очікування               | • «Cuphead»                             |
| Вище за будь-які очікування               | • «Assassin’s Creed Origins»            |
| Вище за будь-які очікування               | • «Call of Duty: WWII»                  |
| Вище за будь-які очікування               | • «Hollow Knight»                       |
| Вище за будь-які очікування               | • «Sonic Mania»                         |

### 2018
Кандидати висувалися з 21 листопада 2018 року. Голосування відбувалося з грудня, лауреатів оголошено в прямому включенні на Steam.tv 8 лютого 2019 року.
| Категорія                      | Лауреати і номінанти                 |
| ------------------------------ | ------------------------------------ |
| Гра року                       | • «PlayerUnknown’s Battlegrounds»    |
| Гра року                       | • «Assassin’s Creed Odyssey»         |
| Гра року                       | • «Hitman 2»                         |
| Гра року                       | • «Kingdom Come: Deliverance»        |
| Гра року                       | • «Monster Hunter: World»            |
| Гра року для ВР                | • «The Elder Scrolls V: Skyrim VR»   |
| Гра року для ВР                | • «Beat Saber»                       |
| Гра року для ВР                | • «Fallout 4 VR»                     |
| Гра року для ВР                | • «Superhot VR»                      |
| Гра року для ВР                | • «VRChat»                           |
| Сродна праця                   | • «Grand Theft Auto V»               |
| Сродна праця                   | • «Dota 2»                           |
| Сродна праця                   | • «No Man’s Sky»                     |
| Сродна праця                   | • «Path of Exile»                    |
| Сродна праця                   | • «Stardew Valley»                   |
| Найкращий розробник            | • CD Projekt RED                     |
| Найкращий розробник            | • Bandai Namco Entertainment         |
| Найкращий розробник            | • Bethesda                           |
| Найкращий розробник            | • Capcom                             |
| Найкращий розробник            | • Digital Extremes                   |
| Найкращий розробник            | • Klei Entertainment                 |
| Найкращий розробник            | • Paradox Interactive                |
| Найкращий розробник            | • Rockstar Games                     |
| Найкращий розробник            | • Square Enix                        |
| Найкращий розробник            | • Ubisoft                            |
| Найкраще середовище            | • «Відьмак 3: Дикий гін»             |
| Найкраще середовище            | • «Dark Souls III»                   |
| Найкраще середовище            | • «Far Cry 5»                        |
| Найкраще середовище            | • «Shadow of the Tomb Raider»        |
| Найкраще середовище            | • «Subnautica»                       |
| Ліпше з друзями                | • «Tom Clancy’s Rainbow Six Siege»   |
| Ліпше з друзями                | • «Counter-Strike: Global Offensive» |
| Ліпше з друзями                | • «Dead by Daylight»                 |
| Ліпше з друзями                | • «Overcooked 2»                     |
| Ліпше з друзями                | • «Payday 2»                         |
| Найкраща альтернативна історія | • «Assassin’s Creed Odyssey»         |
| Найкраща альтернативна історія | • «Sid Meier’s Civilization VI»      |
| Найкраща альтернативна історія | • «Fallout 4»                        |
| Найкраща альтернативна історія | • «Hearts of Iron IV»                |
| Найкраща альтернативна історія | • «Wolfenstein II: The New Colossus» |
| Веселощі з машинами            | • «Rocket League»                    |
| Веселощі з машинами            | • «Euro Truck Simulator 2»           |
| Веселощі з машинами            | • «Factorio»                         |
| Веселощі з машинами            | • «NieR: Automata»                   |
| Веселощі з машинами            | • «Space Engineers»                  |

### 2019
Кандидати висувалися з 26 листопада 2019 року. Номінанти оголошувалися по одній категорії на день починаючи з 11 грудня 2019 року. На відміну від минулих років, номінантами могли стати лише ігри, що вийшли після листопаду 2018 року, окрім категорії «Сродна праця».
| Категорія                             | Лауреати і номінанти                        |
| ------------------------------------- | ------------------------------------------- |
| Гра року                              | • «Sekiro: Shadows Die Twice»               |
| Гра року                              | • «Destiny 2»                               |
| Гра року                              | • «Devil May Cry 5»                         |
| Гра року                              | • «Resident Evil 2»                         |
| Гра року                              | • «Star Wars Jedi: Fallen Order»            |
| Гра року для ВР                       | • «Beat Saber»                              |
| Гра року для ВР                       | • «Blade and Sorcery»                       |
| Гра року для ВР                       | • «Borderlands 2 VR»                        |
| Гра року для ВР                       | • «Five Nights at Freddy’s VR: Help Wanted» |
| Гра року для ВР                       | • «Gorn»                                    |
| Сродна праця                          | • «Grand Theft Auto V»                      |
| Сродна праця                          | • «Counter-Strike: Global Offensive»        |
| Сродна праця                          | • «Dota 2»                                  |
| Сродна праця                          | • «Tom Clancy’s Rainbow Six Siege»          |
| Сродна праця                          | • «Warframe»                                |
| Ліпше з друзями                       | • «DayZ»                                    |
| Ліпше з друзями                       | • «Age of Empires II: Definitive Edition»   |
| Ліпше з друзями                       | • «Dota Underlords»                         |
| Ліпше з друзями                       | • «Ring of Elysium»                         |
| Ліпше з друзями                       | • «Risk of Rain 2»                          |
| Найбільш інноваційний ігролад         | • «My Friend Pedro»                         |
| Найбільш інноваційний ігролад         | • «Baba Is You»                             |
| Найбільш інноваційний ігролад         | • «Oxygen Not Included»                     |
| Найбільш інноваційний ігролад         | • «Planet Zoo»                              |
| Найбільш інноваційний ігролад         | • «Slay the Spire»                          |
| Розкішний сюжет                       | • «A Plague Tale: Innocence»                |
| Розкішний сюжет                       | • «Disco Elysium»                           |
| Розкішний сюжет                       | • «Far Cry New Dawn»                        |
| Розкішний сюжет                       | • «Gears 5»                                 |
| Розкішний сюжет                       | • «GreedFall»                               |
| Лайліпша гра, в якій ви пасете задніх | • «Mortal Kombat 11»                        |
| Лайліпша гра, в якій ви пасете задніх | • «Code Vein»                               |
| Лайліпша гра, в якій ви пасете задніх | • «Hunt: Showdown»                          |
| Лайліпша гра, в якій ви пасете задніх | • «Mordhau»                                 |
| Лайліпша гра, в якій ви пасете задніх | • «Remnant: From the Ashes»                 |
| Неймовірний візуальний стиль          | • «Gris»                                    |
| Неймовірний візуальний стиль          | • «Astroneer»                               |
| Неймовірний візуальний стиль          | • «Katana Zero»                             |
| Неймовірний візуальний стиль          | • «Subnautica: Below Zero»                  |
| Неймовірний візуальний стиль          | • «Total War: Three Kingdoms»               |

### 2020
Кандидати висувалися з 25 листопада 2020 року. Номінанти оголошувалися по одній категорії на день починаючи з 17 грудня 2020 року; голосування відбувалося з 22 грудня 2020 року по 3 січня 2021 року. Номінантами могли бути лише ігри, що вийшли не раніше кінця 2019 року, окрім категорії «Сродна праця». Лауреати були оголошені в січні 2021 року.
| Категорія                             | Лауреати і номінанти                   |
| ------------------------------------- | -------------------------------------- |
| Гра року                              | • «Red Dead Redemption 2»              |
| Гра року                              | • «Death Stranding»                    |
| Гра року                              | • «Doom Eternal»                       |
| Гра року                              | • «Fall Guys»                          |
| Гра року                              | • «Hades»                              |
| Гра року для ВР                       | • «Half-Life: Alyx»                    |
| Гра року для ВР                       | • «Phasmophobia»                       |
| Гра року для ВР                       | • «Star Wars: Squadrons»               |
| Гра року для ВР                       | • «The Room VR: A Dark Matter»         |
| Гра року для ВР                       | • «Thief Simulator»                    |
| Сродна праця                          | • «Counter-Strike: Global Offensive»   |
| Сродна праця                          | • «Among Us»                           |
| Сродна праця                          | • «No Man’s Sky»                       |
| Сродна праця                          | • «Terraria»                           |
| Сродна праця                          | • «Відьмак 3: Дикий гін»               |
| Ліпше з друзями                       | • «Fall Guys»                          |
| Ліпше з друзями                       | • «Borderlands 3»                      |
| Ліпше з друзями                       | • «Deep Rock Galactic»                 |
| Ліпше з друзями                       | • «Risk of Rain 2»                     |
| Ліпше з друзями                       | • «Sea of Thieves»                     |
| Найбільш інноваційний ігролад         | • «Death Stranding»                    |
| Найбільш інноваційний ігролад         | • «Control»                            |
| Найбільш інноваційний ігролад         | • «Noita»                              |
| Найбільш інноваційний ігролад         | • «Superliminal»                       |
| Найбільш інноваційний ігролад         | • «Teardown»                           |
| Розкішний сюжет                       | • «Red Dead Redemption 2»              |
| Розкішний сюжет                       | • «Detroit: Become Human»              |
| Розкішний сюжет                       | • «Horizon Zero Dawn»                  |
| Розкішний сюжет                       | • «Mafia: Definitive Edition»          |
| Розкішний сюжет                       | • «Metro Exodus»                       |
| Лайліпша гра, в якій ви пасете задніх | • «Apex Legends»                       |
| Лайліпша гра, в якій ви пасете задніх | • «Crusader Kings 3»                   |
| Лайліпша гра, в якій ви пасете задніх | • «FIFA 21»                            |
| Лайліпша гра, в якій ви пасете задніх | • «Ghostrunner»                        |
| Лайліпша гра, в якій ви пасете задніх | • «GTFO»                               |
| Неймовірний візуальний стиль          | • «Ori and the Will of the Wisps»      |
| Неймовірний візуальний стиль          | • «Battlefield V»                      |
| Неймовірний візуальний стиль          | • «Black Mesa»                         |
| Неймовірний візуальний стиль          | • «Marvel’s Avengers»                  |
| Неймовірний візуальний стиль          | • «There Is No Game: Jam Edition 2015» |
| Найкращий саундтрек                   | • «Doom Eternal»                       |
| Найкращий саундтрек                   | • «Halo: The Master Chief Collection»  |
| Найкращий саундтрек                   | • «Helltaker»                          |
| Найкращий саундтрек                   | • «Need for Speed Heat»                |
| Найкращий саундтрек                   | • «Persona 4 Golden»                   |
| Умощуйтеся зручніше                   | • «The Sims 4»                         |
| Умощуйтеся зручніше                   | • «Factorio»                           |
| Умощуйтеся зручніше                   | • «Microsoft Flight Simulator»         |
| Умощуйтеся зручніше                   | • «Satisfactory»                       |
| Умощуйтеся зручніше                   | • «Untitled Goose Game»                |

### 2021
Номінантів оголосили 21 грудня 2021 року, голосування відбувалося до 3 січня 2022 року. Лауреатів оголосили 3 січня.
| Категорія                             | Лауреати і номінанти                                         |
| ------------------------------------- | ------------------------------------------------------------ |
| Гра року                              | • «Resident Evil Village»                                    |
| Гра року                              | • «Cyberpunk 2077»                                           |
| Гра року                              | • «Forza Horizon 5»                                          |
| Гра року                              | • «New World»                                                |
| Гра року                              | • «Valheim»                                                  |
| Гра року для ВР                       | • «Cooking Simulator VR»                                     |
| Гра року для ВР                       | • «Blair Witch VR»                                           |
| Гра року для ВР                       | • «I Expect You To Die 2»                                    |
| Гра року для ВР                       | • «Medal of Honor: Above and Beyond»                         |
| Гра року для ВР                       | • «Sniper Elite VR»                                          |
| Сродна праця                          | • «Terraria»                                                 |
| Сродна праця                          | • «Apex Legends»                                             |
| Сродна праця                          | • «Dota 2»                                                   |
| Сродна праця                          | • «No Man’s Sky»                                             |
| Сродна праця                          | • «Rust»                                                     |
| Ліпше з друзями                       | • «It Takes Two»                                             |
| Ліпше з друзями                       | • «Back 4 Blood»                                             |
| Ліпше з друзями                       | • «Crab Game»                                                |
| Ліпше з друзями                       | • «Halo Infinite»                                            |
| Ліпше з друзями                       | • «Valheim»                                                  |
| Неймовірний візуальний стиль          | • «Forza Horizon 5»                                          |
| Неймовірний візуальний стиль          | • «Bright Memory: Infinite»                                  |
| Неймовірний візуальний стиль          | • «Little Nightmares II»                                     |
| Неймовірний візуальний стиль          | • «Psychonauts 2»                                            |
| Неймовірний візуальний стиль          | • «Subnautica: Below Zero»                                   |
| Найбільш інноваційний ігролад         | • «Deathloop»                                                |
| Найбільш інноваційний ігролад         | • «Inscryption»                                              |
| Найбільш інноваційний ігролад         | • «Loop Hero»                                                |
| Найбільш інноваційний ігролад         | • «Moncage»                                                  |
| Найбільш інноваційний ігролад         | • «Twelve Minutes»                                           |
| Лайліпша гра, в якій ви пасете задніх | • «Nioh 2»                                                   |
| Лайліпша гра, в якій ви пасете задніх | • «Age of Empires IV»                                        |
| Лайліпша гра, в якій ви пасете задніх | • «Battlefield 2042»                                         |
| Лайліпша гра, в якій ви пасете задніх | • «Naraka: Bladepoint»                                       |
| Лайліпша гра, в якій ви пасете задніх | • «World War Z: Aftermath»                                   |
| Найкращий саундтрек                   | • «Guardians of the Galaxy»                                  |
| Найкращий саундтрек                   | • «Demon Slayer: Kimetsu no Yaiba — The Hinokami Chronicles» |
| Найкращий саундтрек                   | • «Guilty Gear Strive»                                       |
| Найкращий саундтрек                   | • «NieR Replicant»                                           |
| Найкращий саундтрек                   | • «Persona 5 Strikers»                                       |
| Розкішний сюжет                       | • «Cyberpunk 2077»                                           |
| Розкішний сюжет                       | • «Days Gone»                                                |
| Розкішний сюжет                       | • «Life Is Strange: True Colors»                             |
| Розкішний сюжет                       | • «Mass Effect: Legendary Edition»                           |
| Розкішний сюжет                       | • «Resident Evil Village»                                    |
| Умощуйтеся зручніше                   | • «Farming Simulator 22»                                     |
| Умощуйтеся зручніше                   | • «Dorfromantik»                                             |
| Умощуйтеся зручніше                   | • «Potion Craft: Alchemist Simulator»                        |
| Умощуйтеся зручніше                   | • «Townscaper»                                               |
| Умощуйтеся зручніше                   | • «Unpacking»                                                |

### 2022
Кандидати висувалися з 22 по 29 листопада 2022 року. Номінантів оголосили 21 грудня 2022 року, голосування відбувалося з 22 грудня 2022 року по 3 січня 2023 року.  Лауреатів оголосили 3 січня.
| Категорія                             | Лауреати і номінанти                        |
| ------------------------------------- | ------------------------------------------- |
| Гра року                              | • «Elden Ring»                              |
| Гра року                              | • «Call of Duty: Modern Warfare II»         |
| Гра року                              | • «Dying Light 2: Stay Human»               |
| Гра року                              | • «God of War»                              |
| Гра року                              | • «Stray»                                   |
| Гра року для ВР                       | • «Hitman 3»                                |
| Гра року для ВР                       | • «Among Us VR»                             |
| Гра року для ВР                       | • «Bonelab»                                 |
| Гра року для ВР                       | • «Green Hell VR»                           |
| Гра року для ВР                       | • «Inside the Backrooms»                    |
| Сродна праця                          | • «Cyberpunk 2077»                          |
| Сродна праця                          | • «Deep Rock Galactic»                      |
| Сродна праця                          | • «Dota 2»                                  |
| Сродна праця                          | • «No Man’s Sky»                            |
| Сродна праця                          | • «Project Zomboid»                         |
| Ліпше з друзями                       | • «Raft»                                    |
| Ліпше з друзями                       | • «Call of Duty: Modern Warfare II»         |
| Ліпше з друзями                       | • «Monster Hunter: Rise»                    |
| Ліпше з друзями                       | • «MultiVersus»                             |
| Ліпше з друзями                       | • «Ready or Not»                            |
| Неймовірний візуальний стиль          | • «Marvel’s Spider-Man: Miles Morales»      |
| Неймовірний візуальний стиль          | • «Bendy and the Dark Revival»              |
| Неймовірний візуальний стиль          | • «Noita»                                   |
| Неймовірний візуальний стиль          | • «Kena: Bridge of Spirits»                 |
| Неймовірний візуальний стиль          | • «Scorn»                                   |
| Найбільш інноваційний ігролад         | • «Stray»                                   |
| Найбільш інноваційний ігролад         | • «Dome Keeper»                             |
| Найбільш інноваційний ігролад         | • «Mount & Blade II: Bannerlord»            |
| Найбільш інноваційний ігролад         | • «Neon White»                              |
| Найбільш інноваційний ігролад         | • «Teardown»                                |
| Лайліпша гра, в якій ви пасете задніх | • «Elden Ring»                              |
| Лайліпша гра, в якій ви пасете задніх | • «FIFA 23»                                 |
| Лайліпша гра, в якій ви пасете задніх | • «GTFO»                                    |
| Лайліпша гра, в якій ви пасете задніх | • «Total War: Warhammer III»                |
| Лайліпша гра, в якій ви пасете задніх | • «Victoria 3»                              |
| Найкращий саундтрек                   | • «Final Fantasy VII Remake Intergrade»     |
| Найкращий саундтрек                   | • «Hatsune Miku: Project DIVA Mega Mix+»    |
| Найкращий саундтрек                   | • «Metal: Hellsinger»                       |
| Найкращий саундтрек                   | • «Persona 5 Royal»                         |
| Найкращий саундтрек                   | • «Sonic Frontiers»                         |
| Розкішний сюжет                       | • «God of War»                              |
| Розкішний сюжет                       | • «A Plague Tale: Requiem»                  |
| Розкішний сюжет                       | • «Marvel’s Spider-Man Remastered»          |
| Розкішний сюжет                       | • «The Stanley Parable: Ultra Deluxe»       |
| Розкішний сюжет                       | • «Uncharted: Legacy of Thieves Collection» |
| Умощуйтеся зручніше                   | • «Lego Star Wars: The Skywalker Saga»      |
| Умощуйтеся зручніше                   | • «Disney Dreamlight Valley»                |
| Умощуйтеся зручніше                   | • «Dorfromantik»                            |
| Умощуйтеся зручніше                   | • «PowerWash Simulator»                     |
| Умощуйтеся зручніше                   | • «Slime Rancher 2»                         |
| Найліпша гра для подорожей            | • «Death Stranding Director’s Cut»          |
| Найліпша гра для подорожей            | • «Brotato»                                 |
| Найліпша гра для подорожей            | • «Marvel Snap»                             |
| Найліпша гра для подорожей            | • «Vampire Survivors»                       |
| Найліпша гра для подорожей            | • «Yu-Gi-Oh! Master Duel»                   |